# Seriguna
Seriguna is een bestuurslaag in het regentschap Ogan Komering Ilir van de provincie Zuid-Sumatra, Indonesië. Seriguna telt 1714 inwoners (volkstelling 2010).